# Hundeskär

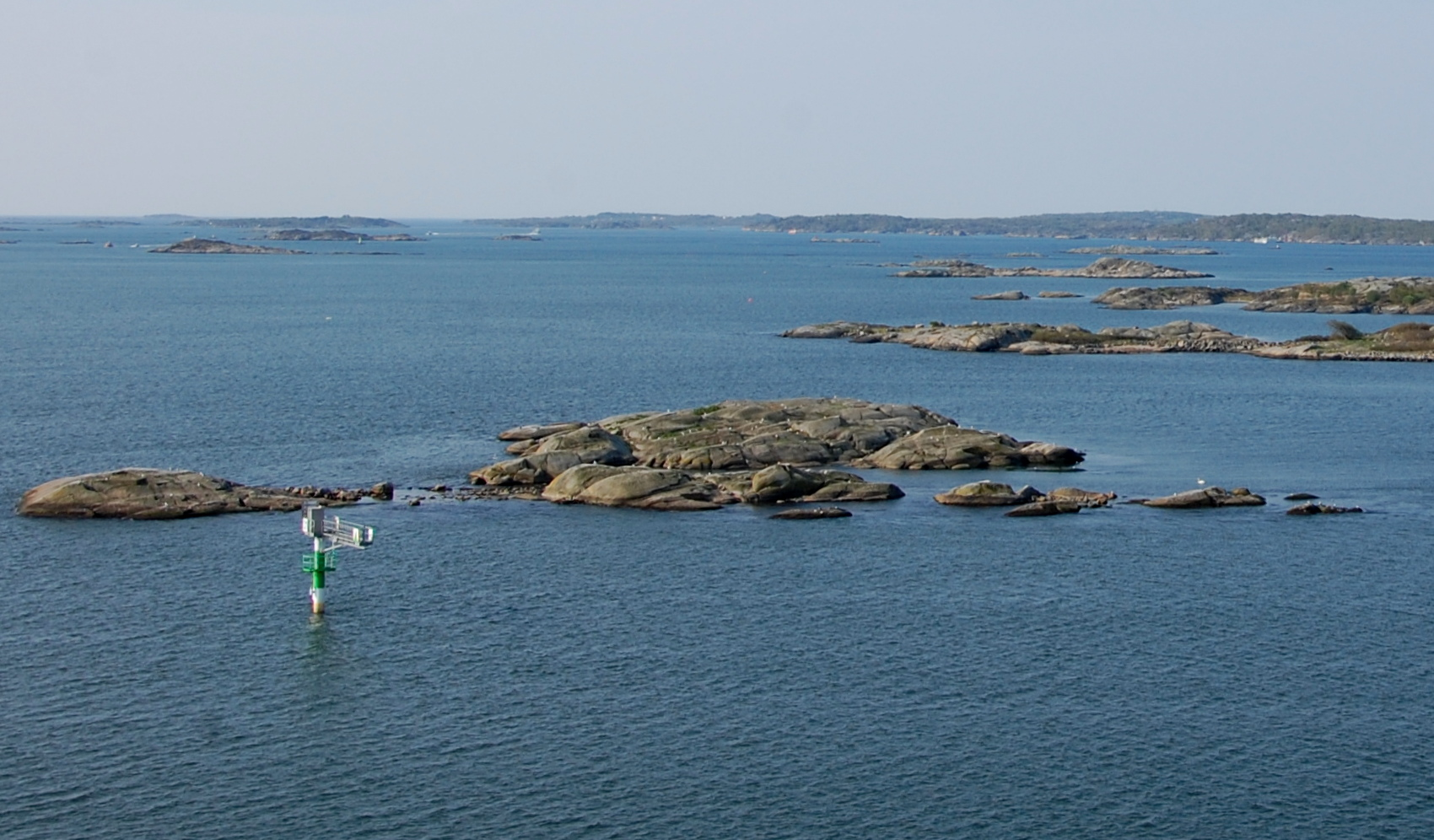
Hundeskär

Hundeskär, auch Hunneskär oder Hunneskar, ist eine kleine zu Schweden gehörende unbewohnte Insel im Kattegat.
Sie liegt im Göteborger Schärengarten westlich von Göteborg in der Provinz Västra Götalands län südlich der Zufahrt zum Göteborger Hafen und gehört zur Gemeinde Göteborg. Südwestlich von Hundeskär befindet sich die Insel Stockholmen. Hundeskär besteht aus einer Felsklippe und ist praktisch ohne Bewuchs. Die Ausdehnungen der Insel betragen etwa 60 mal 60 Meter.
Nördlich von Hundeskär führen die Fährrouten Göteborg–Kiel und Göteborg–Frederikshavn vorbei.